# David Kirk
David Edward Kirk (Wellington, 5 de octubre de 1960) es un exjugador neozelandés de rugby que se desempeñaba como medio scrum.
Kirk jugó con los All Blacks de 1983 a 1987 y capitaneó a su selección en la obtención del campeonato mundial en Nueva Zelanda 1987. Desde 2011 es miembro del Salón de la Fama de la World Rugby.

## Carrera
Debutó en primera a la edad de 22 años con Otago RFU y en 1985 se pasó a Auckland RFU. En 1987 jugó para la Universidad de Oxford donde se retiró a los 26 años de edad en 1988.

## Selección nacional
Kirk debutó en el equipo nacional en 1983 y fue nombrado capitán en 1983. Se retiró de ella luego de ganar el Mundial de 1987.

### Participaciones en Copas del Mundo
Disputó la Copa del Mundo de Rugby de Nueva Zelanda 1987 donde los All Blacks mostraron claramente su alto nivel de principio a fin del torneo ganando su grupo con amplias victorias ante Italia 70-6, Fiyi 74-13 y Argentina 46-15. Superaron cómodamente a Escocia en cuartos y a los dragones rojos en semifinales, finalmente derrotaron en la final a unos Les Bleus de gran nivel con Philippe Sella y Serge Blanco en sus filas, por 29-9.
| Mundial                       | Sede          | Resultado | PJ | Tries |
| ----------------------------- | ------------- | --------- | -- | ----- |
| Copa Mundial de Rugby de 1987 | Nueva Zelanda | Campeón   | 5  | 5     |